# انتخابات مجلس محافظة الأنبار 2005
أجريت انتخابات مجلس محافظة الأنبار العراقية في 30 يناير 2005 وهو نفس تاريخ الانتخابات التشريعية العراقية.

## الانتخاب
كانت هذه المحافظة ذات الأغلبية السنية واحدة من أكثر المحافظات عنفًا في العراق خلال التمرد العراقي، وكان الإقبال على التصويت منخفضًا للغاية، حيث اختارت الغالبية العظمى من سكان الأنبار مقاطعة الانتخابات بسبب مزيج من عدم الثقة في نظام يُنظر إليه على أنه غير عادل، والخوف من عنف الجماعات المتمردة. من إجمالي عدد السكان البالغ حوالي 2.2 مليون نسمة، صوت 3775 فقط في انتخابات مجلس المحافظة. وصوت حوالي 13000 في انتخابات الجمعية الانتقالية التي عُقدت في نفس الوقت.
وبفضل ضعف الإقبال على التصويت، تمكن الحزب الإسلامي العراقي من الفوز بنسبة 70.1% من مقاعد مجلس المحافظة بمجموع 2692 صوتًا.

## نتائج
| حزب                     | حزب                     | الاسم العربي             | قائد            | الأصوات | النسبة المئوية | المقاعد (محتمل) |
| ----------------------- | ----------------------- | ------------------------ | --------------- | ------- | -------------- | --------------- |
|                         | الحزب الإسلامي العراقي  | الحزب الإسلامي العراقي   | طارق الهاشمي    | 2,692   | 71.31%         | 29              |
|                         | مجموعة عراقية مستقلة    | الحياة العراقية المستقلة | فلاح حسن النقيب | 755     | 20%            | 8               |
|                         | كتلة المصالحة والتحرير  | كوتة المصالحة والتحرير   | مشعان الجبوري   | 328     | 8.69%          | 4               |
| إجمالي الأصوات الصحيحة: | إجمالي الأصوات الصحيحة: |                          |                 | 3,775   | 100%           | 41              |
| الأصوات غير الصالحة:    | الأصوات غير الصالحة:    | الأصوات غير الصالحة:     |                 | 28      |                |                 |